# Franz Türler
Franz Türler war ein Schweizer Ruderer.

## Werdegang
Franz Türler war Mitglied im Grasshopper Club Zürich und nahm mit seinen Vereinskameraden bei den Olympischen Sommerspielen 1920 in Antwerpen in der Achter-Regatta teil.